# لي موراي
لي العمراني إبراهيم موراي الملقب الصاعقة (بالإنجليزية: Lee Lamrani Ibrahim "Lightning" Murray) (ولد في 12 نوفمبر، 1977 في لندن، انكلترا) هو بريطاني-مغربي مصارع في فنون القتال المختلطة (MMA) والعراك داخل القفص (كيج فايت). يشتبه فيه أنه زعيم عصابة سرقة100مليون جنيه استرليني من مصرف من لندن.

## مسيرته
لي موراي من أب مغربي وأم بريطانية كما أنه متزوج من بريطانية وأب لطفلة. ينحدر من مدينة سيدي إيفني.

## سرقة القرن
تشير مذكرة الانتربول أن «لي موراي» ومجموعته قاموا بعملية سطو بتاريخ 22 فبراير 2006 في مخازن شركة نقل أموال بريطانية، في منطقة كينت في المملكة المتحدة، استعملوا فيها أسلحة نارية متطورة كما كانوا يضعون أقنعة على وجوههم. وبحسب الادعاء البريطاني، يعتبر العقل المدبر لعملية السطو بناء على مكالمات هاتفية تم رصدها. فر من بريطانيا إلى هولندا، مع شريكه في السرقة، المصارع الاستعراضي الآخر بول آلان، قبل أن يحطا الرحال في المغرب، حيث كانا ينويان الاستقرار نهائيا.
يوم 25 يونيو 2006، في عملية مشتركة بين الشرطة البريطانية والشرطة المغربية، اعتقل موراي في المركز التجاري ميغامول في حي السويسي في الرباط للاشتباه في تورطه في سرقة مستودع سيكيوريتاس. قالت الشرطة المغربية انهم اضطروا إلى استخدام «تقنيات متخصصة لإلقاء القبض على المشتبه فيهم لأنهم كانوا متخصصين في فنون القتال والاسلحة النارية»، حيث قاوموا الشرطة واستخدموا تقنيات الفنون القتالية.
قضت غرفة الجنايات الابتدائية في ملحقة استئنافية الرباط في مدينة سلا بأحكام تراوحت ما بين البراءة وثلاث سنوات حبسا نافذا وأداء غرامة مالية قدرت بأكثر من 300 ألف درهم في حق البريطانيين الأربعة، بالإضافة إلى مغربيين، بعد إدانتهم بما نسب إليهم. ووجهت لهم تهم «استهلاك مخدر الشيرا والمخدرات القوية (الكوكايين)، واستعمال العنف ضد رجال الأمن، والضرب، والجرح، والارتشاء»، كل حسب ما نسب إليه. واكد محامي موراي أن موكله لا يمكن تسليمه لأنه مواطن مغربي.

### محاولة الهرب
خطط، من داخل زنزانته الانفرادية بسجن سلا، للفرار
الخطة المحكمة التي وضعها لي موراي تم كشفها، بالصدفة، عن طريق سجين آخر ينزل بنفس الجناح أراد الاستيلاء على أغراض لي موراي من داخل زنزانته عن طريق إدخال قصبة صنارة طويلة عبر نافذة الزنزانة التي يستعملها الحراس من أجل الاطمئنان على المعتقلين، ويقوم ببيع الأشياء المسروقة لباقي النزلاء ليكتشف، في آخر مرة، عندما استخرج علب بيسكويت وبداخلها مناشير صغيرة تستعمل في قطع الحديد. حيث استغل هذا السجين «اللص» فرصة إيداع لي موراي بـ«الكاشو» في جناح آخر على خلفية ضبط حاسوب نقال بحوزته بعد عملية تفتيش مفاجئة ووشاية من سجين سبق أن قام بالتبليغ عنه لدى الإدارة بأن أفشى سر وجود كمية تزيد على 5 كيلوغرامات من الحشيش داخل زنزانته.
خصصت للي موراي غرفة مجهزة بكل الأشياء المحرمة على باقي السجناء. وكان قد دخل في نظام حمية صارم من أجل تخسيس وزنه حتى يسهل عليه التسلل عبر النافذة الصغيرة للسجن. وهو يعد من زمرة المحظوظين داخل السجن، وكان يسمح له بإدخال كل ما يريده بسبب الأموال الطائلة التي كان يتوفر عليها.
مصادر من السجناء أفادت بأنه كان يباشر أعماله مع أفراد عصابته بالخارج عن طريق شبكة الأنترنيت بعد أن استطاع إدخال حاسوب نقال مزود بخدمة الأنترنيت.
وظل يحصل كل أسبوع على كل ما يريده من طعام ولباس من أحد الأسواق الممتازة بالعاصمة. واستطاع تعلم اللغة العربية في وقت وجيز. وحافظ على لياقته البدنية عن طريق رياضة حمل الأثقال بعدما مكنه الحراس من المواد الضرورية، وخاصة الاسمنت، لصناعة أدوات هذه الرياضة.

### إطلاق سراحه
في 23 يونيو 2009 أطلقت السلطات المغربية لي موراي ، حيث توجه محامي موراي إلى السجن المركزي بسلا وأخبرته الإدارة أن موراي قد تم إطلاق سراحه. لكنها ما لبثت أن أعادت القبض عليه مرة أخرى، بعد أن قدمت بريطانيا طلبا رسميا لمحاكمته.
في 7 يوليو من نفس السنة تم الكشف على أن المجلس الأعلى للقضاء المغربي رفض تسليم لي موراي إلى السلطات البريطانية.

## المحاكمة
بعد اجتماع القاضي المغربي عبد القادر الشنتوف بقضاة بريطانيين بلندن، لدراسة الأدلة المقدمة ضد لي موراي، قام القاضي في 8 يناير 2010 فتح مسطرة التحقيق الإعدادي مع المتهم.
في 1 يونيو 2010 قضت غرفة الجنايات الابتدائية المكلفة بجرائم الأموال بملحقة محكمة الاستئناف بسلا بعشر سنوات سجنا نافذا، كما قضت المحكمة بمصادرة 800 حصة مملوكة للمدان في شركة (لي أنتر العقارية) موضوع رسم عقاري والفيلا الكائنة بحي السويسي بالرباط والمبالغ المالية المحجوزة والمنقولة وذلك لفائدة الدولة المغربية طبقا للقانون.

## وصلات خارجية
- لي موراي على موقع IMDb (الإنجليزية)
- لي موراي على موقع يو إف سي (الإنجليزية)
- لي موراي على موقع شيردوغ (الإنجليزية)
- لي موراي على موقع Tapology.com (الإنجليزية)
- أرقام لي موراي الرياضية